# Moulin Rouge

Das Moulin Rouge am Boulevard de Clichy

Das Moulin Rouge [mu.lɛ̃ ʁuʒ] (deutsch: Rote Mühle) ist ein Varieté im Pariser Stadtviertel Montmartre an der Place Blanche (Adresse Boulevard de Clichy Nr. 82) im 18. Arrondissement, im Vergnügungsviertel Pigalle.

## Geschichte

Das Moulin Rouge in den 1960er Jahren

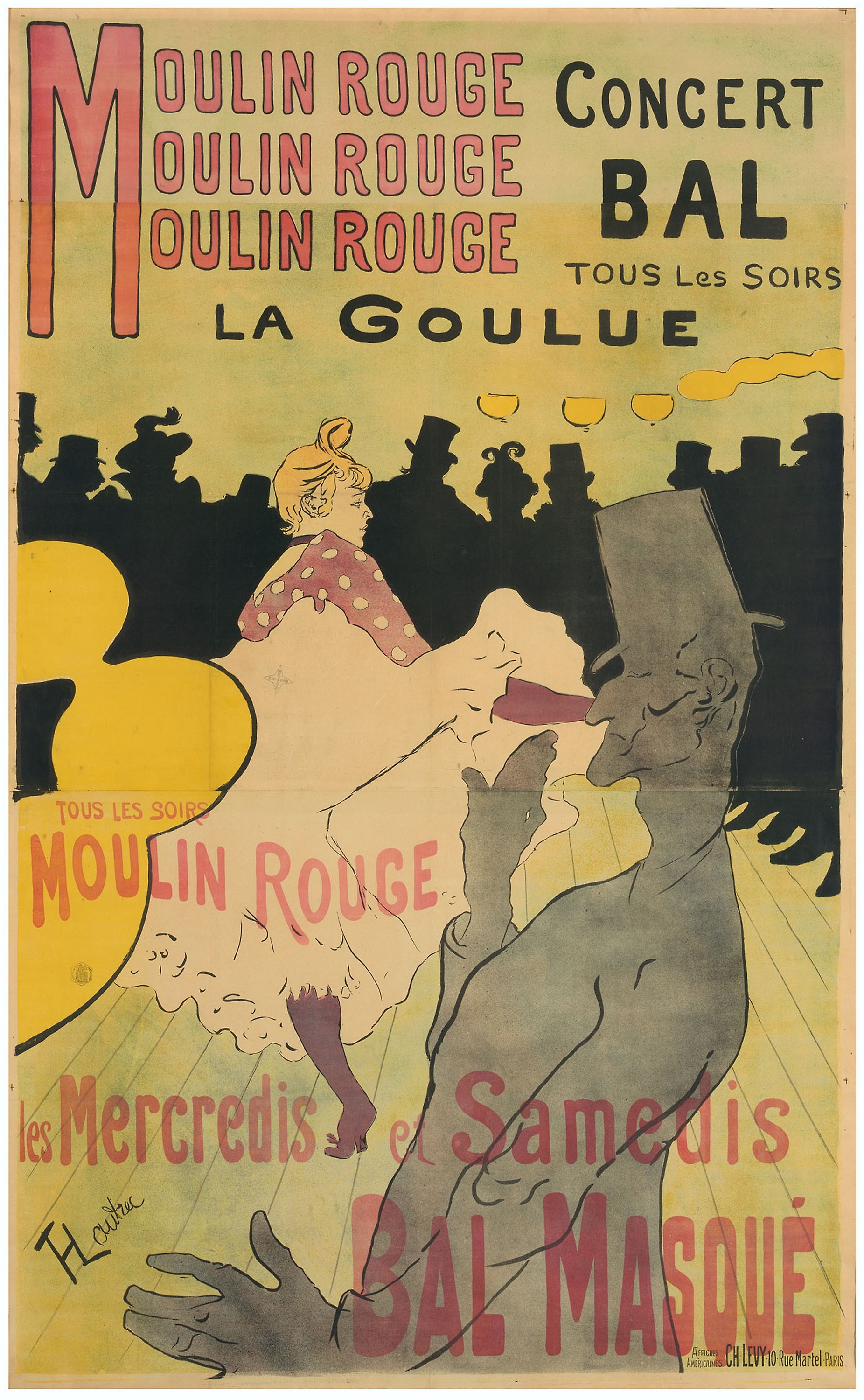
Plakat von Henri de Toulouse-Lautrec

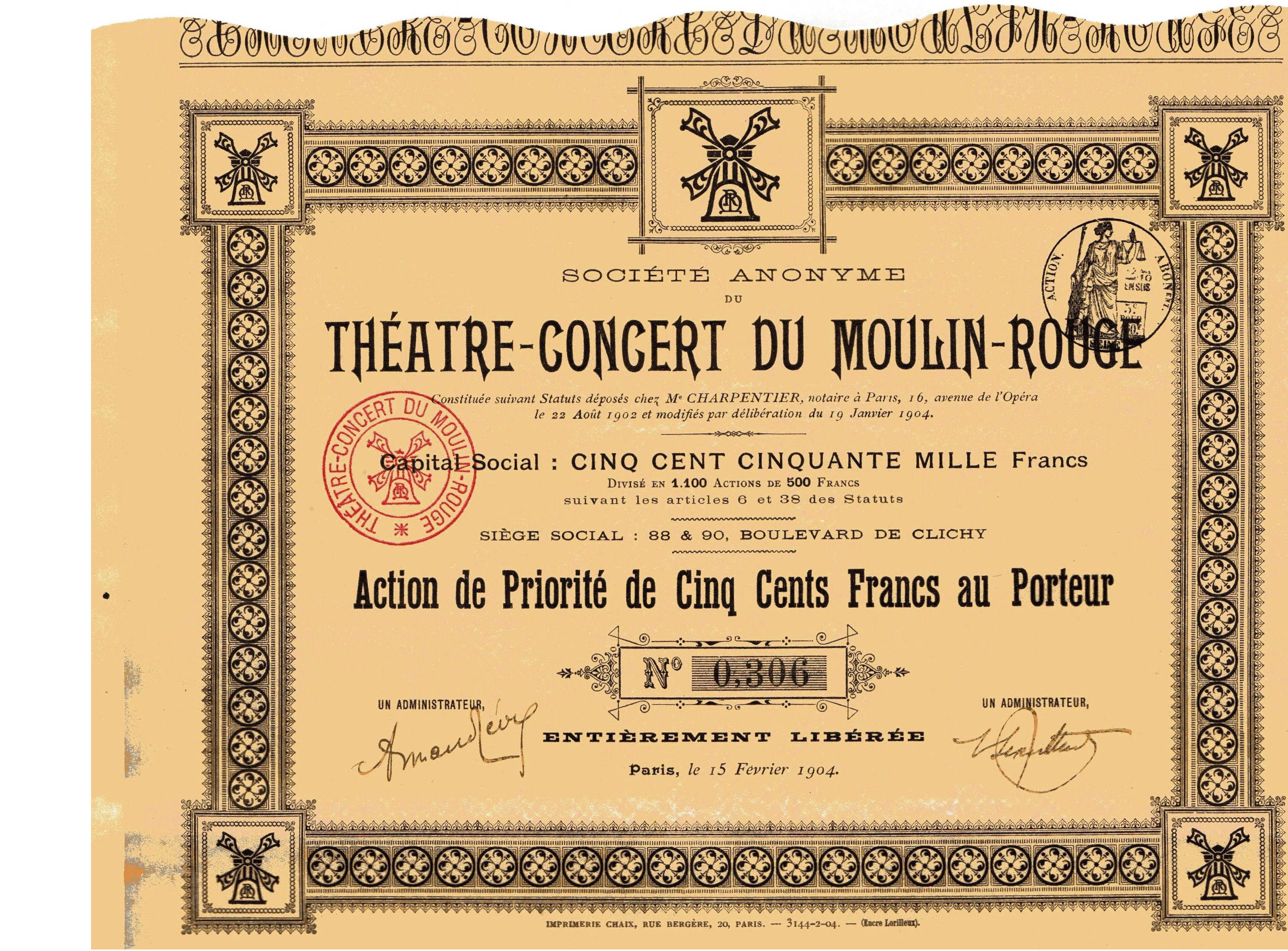
Vorzugsaktie über 500 Francs der S.A. du Théatre-Concert du Moulin-Rouge vom 15. Februar 1904

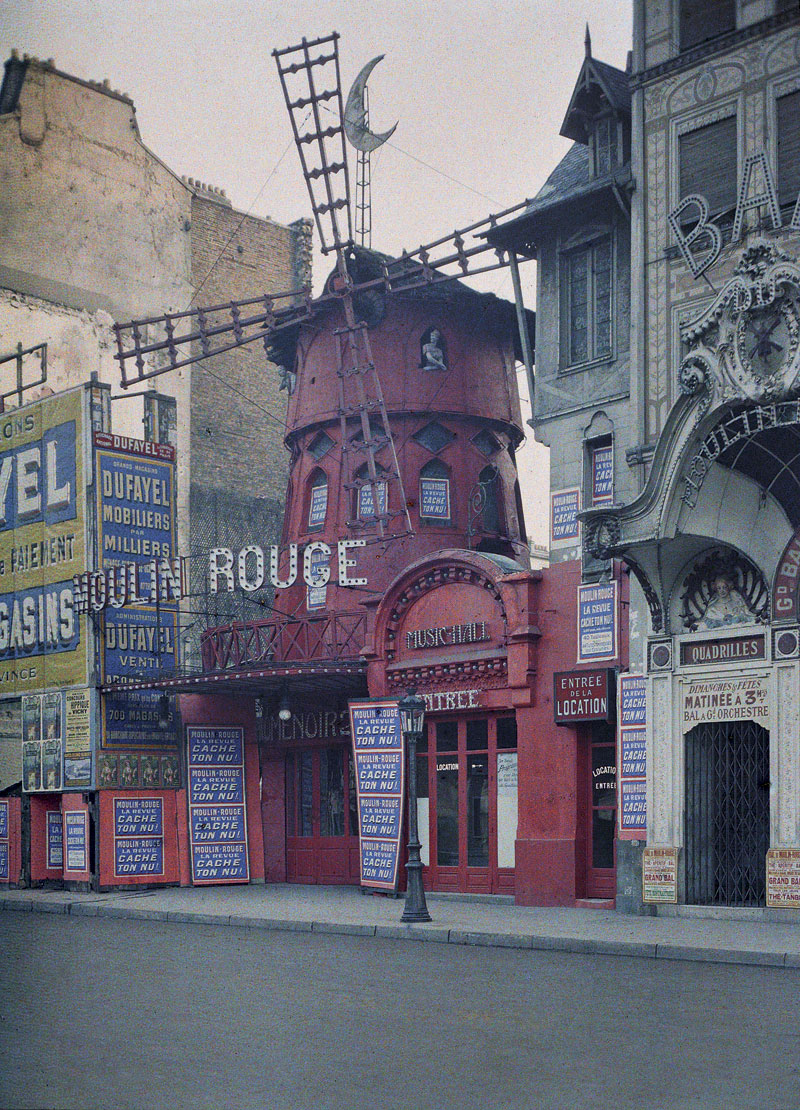
Autochrom-Fotografie vom 24. Juni 1914

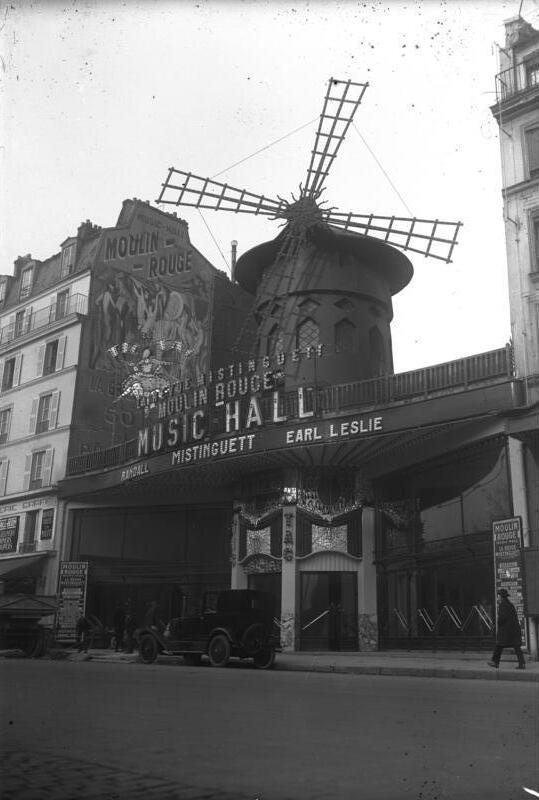
Moulin Rouge im August 1929

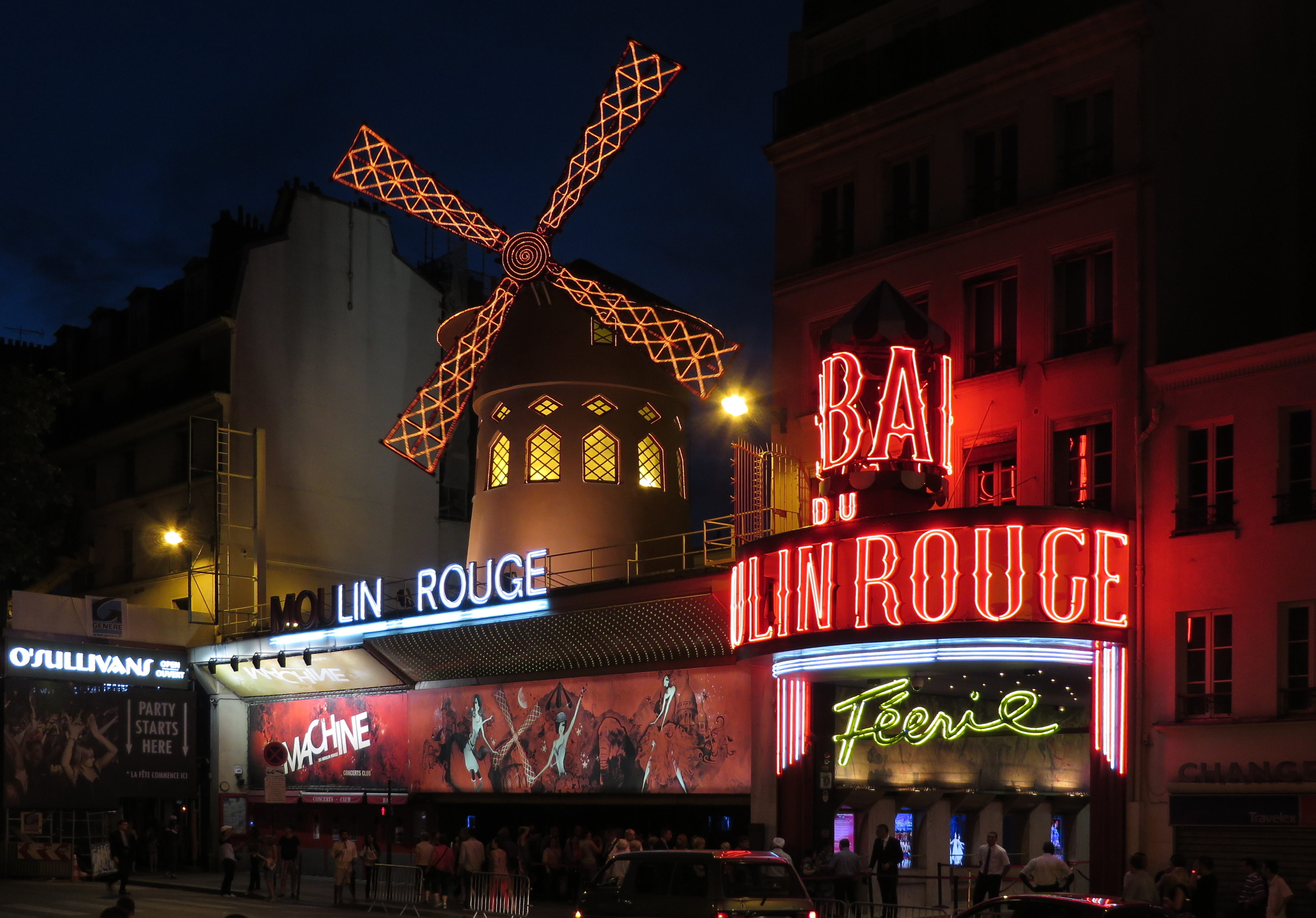
Das Moulin Rouge bei Nacht (2013)

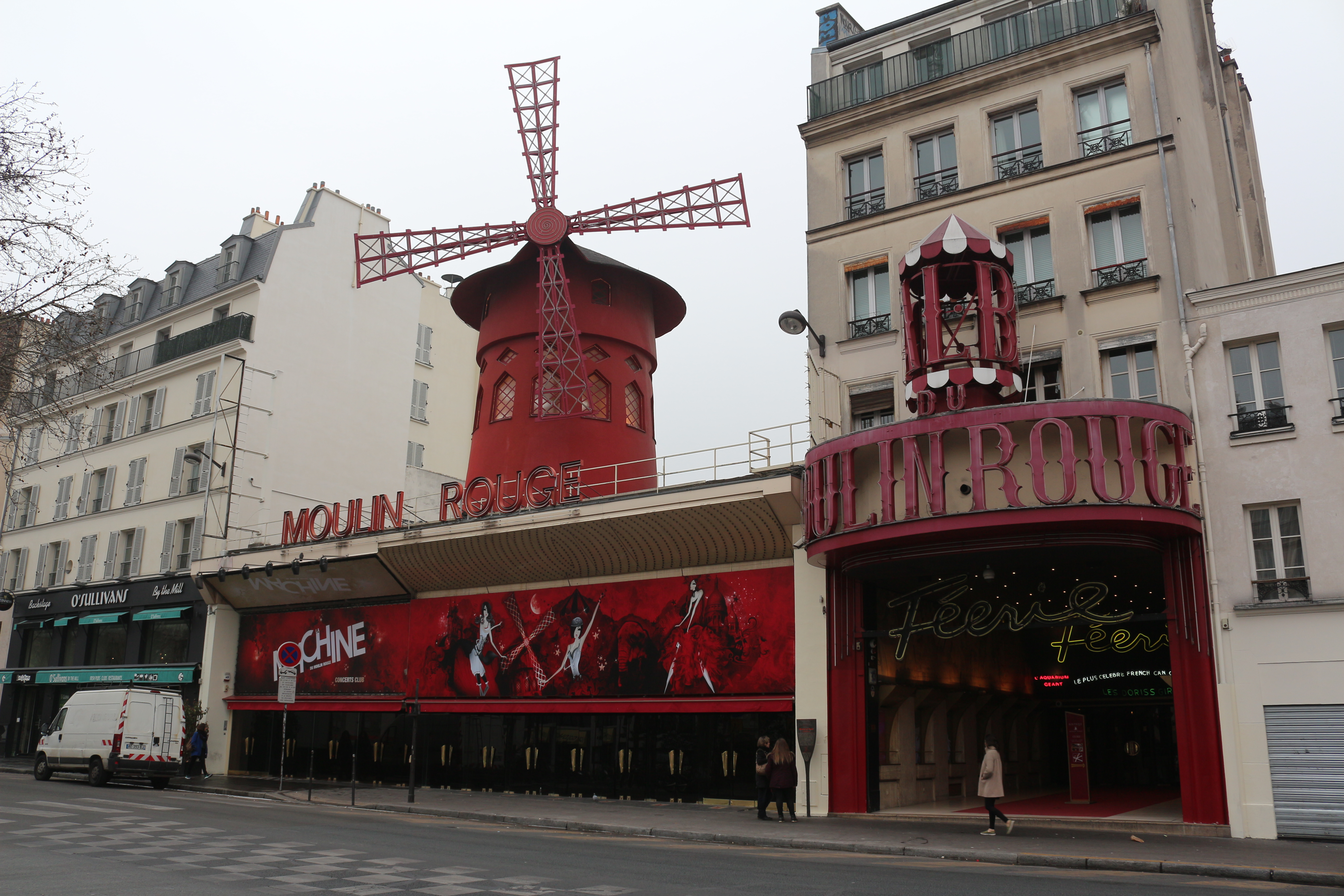
Das Moulin Rouge bei Tag (März 2015)

Das Moulin Rouge wurde im Jahre 1889 von Joseph Oller, der bereits das Varieté L’Olympia besaß, und Charles Zidler gegründet. Am 6. Oktober 1889 wurde das Haus eröffnet, im selben Jahr wie der Eiffelturm. Der Name geht auf die bekannte Nachbildung einer roten Mühle auf dem Dach zurück. Der Montmartre ist die höchste Erhebung von Paris, die so zum Aussichtspunkt wurde und auf der Windmühlen gebaut wurden. Teilweise wurden diese zu Cafés und Veranstaltungslokalitäten erweitert, teilweise haben andere Institutionen den Namen Moulin übernommen.
Zunächst wurde das Moulin Rouge für Bälle genutzt, bei denen Tänzerinnen vor allem den Cancan und Chahut tanzten. Hier traten die berühmtesten Pariser Stars der Zeit auf, unter anderem La Goulue, Yvette Guilbert, Jane Avril, Mistinguett und „Le Pétomane“ Joseph Pujol. Viele dieser Namen wurden nicht zuletzt durch die Werbeplakate von Henri de Toulouse-Lautrec und deren zahlreiche Nachdrucke sehr bekannt.
Später wurden im Moulin Rouge Operetten und Revuen aufgeführt. Auch als Kino wurde es manchmal genutzt. Seit dem Jahre 1955 werden so genannte dinner spectacles aufgeführt. In den ersten Jahren traten bei diesen auch berühmte Chanson-Interpreten wie Charles Trenet oder Charles Aznavour auf. Im Jahre 1964 wurde als Attraktion auf der Bühne ein „Aquarium“ installiert, in dem nackte Tänzerinnen auftraten bzw. schwammen. Nach einer finanziellen Krise Mitte der 1990er Jahre konnte das Haus ab etwa dem Jahre 2000 wieder Erfolge verzeichnen, wozu ab 2001 auch der bekannte Kinofilm Moulin Rouge beitrug. Während der einzelnen Tanznummern kamen bis 2023 gelegentlich Helle Tigerpythons, bis 2021 auch Zwergpferde zum Einsatz. Das Haus hat 850 Sitzplätze und wurde im Jahre 2000 von rund 420.000 Gästen besucht. 2023 hat das Unternehmen mit ca. 550.000 Zuschauern einen Umsatz von 82 Mio. € gemacht und beschäftigte 450 Angestellte.
Das Moulin Rouge besitzt im Untergeschoss einen großen Wein- und Champagner-Keller. An einem Showabend werden bis zu 800 Flaschen Champagner geleert, pro Jahr ungefähr 240.000 Flaschen. Daher gilt das Établissement als größter Einzelabnehmer von Champagner in der Welt. In den 2000er Jahren hat das Unternehmen Handwerksbetriebe übernommen, die seine Ausstattung herstellen: 2002 den Schumacher Clairvoy, 2007 den Kostümschneider Mine Vergas, 2009 den Federputzmacher Maison Février und 2017 die Stickerei Valentin. Aus diesen Betrieben soll die Cité des Arts du Moulin Rouge (Stadt des Kunsthandwerks des Moulin Rouge) entstehen.
Name und Stil des berühmten Pariser Vorbilds wurden von zahlreichen anderen Varietés und Diskotheken auf der ganzen Welt kopiert. (Siehe auch Moulin Rouge (Wien))
Im Jahr 2018 eröffnete im Europa-Park (Rust, Baden-Württemberg) unter dem Namen „Eurosat – CanCan Coaster“ eine Dunkelachterbahn, deren Eingangs- und Wartebereich dem Moulin Rouge der Belle Époque originalgetreu nachgebildet wurde. Dabei kamen auch Originalrequisiten zum Einsatz, die vom Moulin Rouge zur Verfügung gestellt wurden.
In der Nacht zum 25. April 2024 stürzten die vier Flügel des Windrads der Mühle auf den Bürgersteig herunter. Es wurde niemand verletzt, die Flügel wurden teils verbogen. Auch stürzten die ersten drei Buchstaben „MOU“ der Aufschrift von der Kante des Vordachs mit ab.

## Moulin Rouge im Film
- Moulin Rouge (1928, Regie: Ewald André Dupont)
- Moulin Rouge (1934, Regie: Sidney Lanfield)
- Moulin Rouge (1940, Regie: André Hugon)
- Moulin Rouge (1941, Regie: Yves Mirande)
- Moulin Rouge (1952, Regie: John Huston), mit zwei Oscars ausgezeichnet.
- French Can Can (1955, Regie: Jean Renoir) erzählt eine fiktive Geschichte aus dem Moulin Rouge.
- Moulin Rouge! (2001, Regie: Baz Luhrmann) mit Ewan McGregor und Nicole Kidman, mit zwei Oscars ausgezeichnet.
- Public Enemy No. 1 – Mordinstinkt (2008, Regie: Jean-François Richet)
- Public Enemy No. 1 – Todestrieb (2008, Regie: Jean-François Richet)

## Moulin Rouge in der Musik
Das wohl bekannteste Lied über das Moulin Rouge ist der Titel Lady Marmalade. Ursprünglich handelt er zwar von einer Prostituierten in New Orleans, in der 2001 von den US-Sängerinnen Pink, Christina Aguilera, Lil’ Kim und Mýa veröffentlichten Version wurde der Handlungsort allerdings auf Paris verlegt.
Eine Auswahl weiterer Lieder:
- Song from Moulin Rouge (1952, von Georges Auric, aus dem Soundtrack zu Moulin Rouge (1952))
- Moulin Rouge (1966, von James Last)
- Moulin Rouge/Paris Canaille (1999, von André Rieu)
- Moulin Rouge (2002, von Ai Phoenix)
- Moulin Rouge (2020, von Kurdo)

## Moulin Rouge in der Literatur
Der im Jahre 1950 erschienene biographische Roman Moulin Rouge über das Leben des Henri de Toulouse-Lautrec war der erste Bestseller von Pierre La Mure und wurde im Jahre 1952 verfilmt.